# Station Terneuzen
Station Terneuzen (Tnz) was van 1 april 1869 tot 7 oktober 1951 een station aan het eindpunt van zowel spoorlijn 54 (Mechelen - Terneuzen) als spoorlijn 55 (Gent - Terneuzen). De eerste spoorlijn is nu grotendeels opgebroken (tussen Axel en Sint-Niklaas), de andere wordt nog gebruikt voor goederentransport van de bedrijven langsheen het Kanaal Gent-Terneuzen.
Zeeuws-Vlaanderen was zonder spoor- en buurtspoorwegen nooit het Zeeuws-Vlaanderen van nu geworden. Het spoor - de lijnen Mechelen - Terneuzen, Gent - Terneuzen, de Stoomtram-Maatschappij Breskens - Maldeghem (SBM) en de Zeeuwsch-Vlaamsche Tramweg-Maatschappij (ZVTM) - zorgden ervoor dat het gebied werd opengelegd.
De industrialisatie van de Kanaalzone kreeg door de ligging aan diep water, maar vooral ook door de spoorwegverbindingen met het achterland, een enorme impuls. De landbouw kon graan en bieten goedkoop vervoeren naar België. De lijn Mechelen - Terneuzen kwam slecht uit de Tweede Wereldoorlog. Het tracé was zwaar beschadigd en moest vrijwel opnieuw worden aangelegd. De maatschappij was bovendien armlastig. Het was dan ook niet zo vreemd dat de maatschappij in 1951 overging in handen van de Nederlandse Spoorwegen. Tegenwoordig is een deel van het oude tracé het domein van fietsers.
De rails hebben plaatsgemaakt voor glad asfalt en fijn grind. Het spoor naar Axel, Hulst en De Klinge bleef na de sluiting meer dan twintig jaar liggen, omdat Defensie dacht dat de lijn ooit nog weleens gebruikt kon worden voor Navo-doeleinden.